# FK Jonava

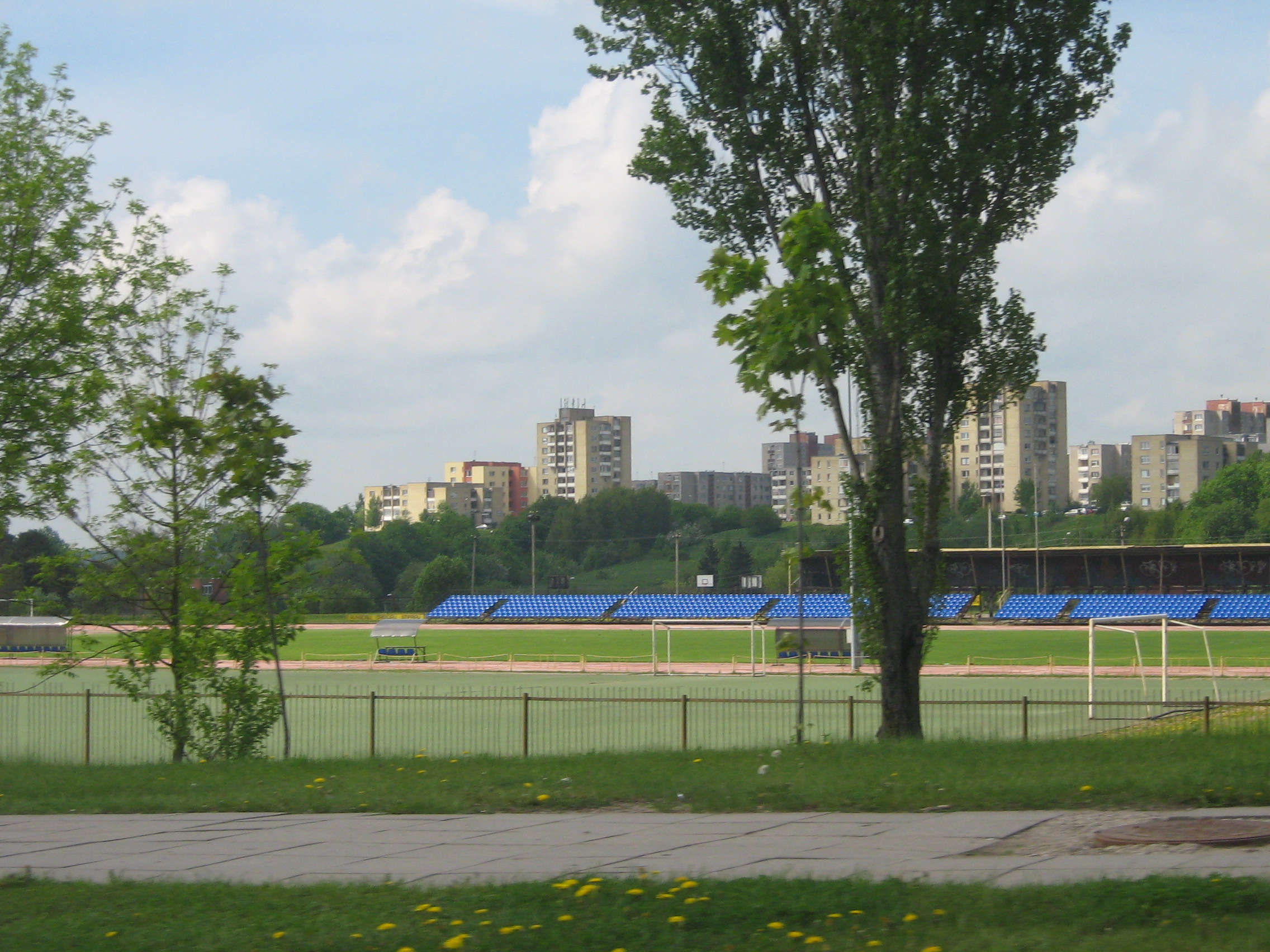
Zentralstadion Jonava

FK Jonava  ist ein Fußballverein aus der litauischen  Mittelstadt Jonava.  Bis 2018 spielte die Mannschaft in der erstklassigen A Lyga. Der Verein wurde viermal Meister in der 1 Lyga (1992–1993, 1998–1999, 2012 und 2015).

## Geschichte
In Jonava spielt man  seit dem Ende des Zweiten Weltkriegs Fußball. Die Namen der Mannschaften waren „Spartakas“, „Žalgiris“, „Baldininkas“, „Kooperatininkas“, „Statyba“, „Automobilininkas“, „Azotas“, „Achema-Lietava“.
Ab 1966 existierte das Team am sowjetlitauischen Düngemittelwerk G/S Azotas  (jetzt AB Achema). Von  1978 bis 1989 spielte man in der erstklassigen Lyga Sowjetlitauens, während die stärksten litauischen Vereine in der Wysschaja Liga der Sowjetunion teilnahmen.
Der heutige Verein wurde 1991 gegründet und heißt seit 1996 „Lietava“. Am 1. Oktober 2013 wurde die öffentliche Anstalt VšĮ „Jonavos futbolas“ errichtet, die der Träger des Vereins ist. 2015 betrug das Jahresbudget 100.000 Euro. Die Mannschaft wurde mit den Ausnahmen für die Übergangssaison 2016 der erstklassigen A Lyga zugelassen. Seit März 2016 ist Robertas Poškus Cheftrainer und Marius Bezykornovas sein Assistent.
Den ersten Sieg erzielte Lietava im März 2016 in Visaginas gegen FK Utenis aus Utena. Das war das zweite Lietava-Spiel in der A Lyga.  Das Ergebnis des dritten Lietava-Spiels in der A Lyga war 2:2, obwohl die erste Halbzeit gegen FBK Kaunas mit 0:2 endete.
2018 stieg FK Jonava auf direktem Wege in die zweite Liga ab (den Aufstieg in die A Lyga schaffte FK Panevėžys).

## Platzierungen (seit 2000)
FK Lietava (Futbolo klubas Lietava)
| Saisons | Div. | Līga       | Platz |        |
| ------- | ---- | ---------- | ----- | ------ |
| 2000    | 2.   | Pirma lyga | 5.    | [ 7 ]  |
| 2001    | 2.   | Pirma lyga | 5.    | [ 8 ]  |
| 2002    | 2.   | Pirma lyga | 8.    | [ 9 ]  |
| 2003    | 2.   | Pirma lyga | 11.   | [ 10 ] |
| 2004    | 2.   | Pirma lyga | 7.    | [ 11 ] |
| 2005    | 2.   | Pirma lyga | 9.    | [ 12 ] |
| 2006    | 2.   | Pirma lyga | 14.   | [ 13 ] |
| 2007    | 2.   | Pirma lyga | 5.    | [ 14 ] |
| 2008    | 2.   | Pirma lyga | 8.    | [ 15 ] |
| 2009    | 2.   | Pirma lyga | 7.    | [ 16 ] |
| 2010    | 2.   | Pirma lyga | 5.    | [ 17 ] |
| 2011    | 2.   | Pirma lyga | 5.    | [ 18 ] |
| 2012    | 2.   | Pirma lyga | 1.    | [ 19 ] |
| 2013    | 2.   | Pirma lyga | 6.    | [ 20 ] |
| 2014    | 2.   | Pirma lyga | 7.    | [ 21 ] |
| 2015    | 2.   | Pirma lyga | 1.    | [ 22 ] |
| 2016    | 1.   | A lyga     | 6.    | [ 23 ] |

FK Jonava (Futbolo klubas Jonava)
| Saisons | Div. | Līga       | Platz |        |
| ------- | ---- | ---------- | ----- | ------ |
| 2017    | 1.   | A lyga     | 4.    | [ 24 ] |
| 2018    | 1.   | A lyga     | 8.    | [ 25 ] |
| 2019    | 2.   | Pirma lyga | 9.    | [ 26 ] |
| 2020    | 2.   | Pirma lyga | 3.    | [ 27 ] |
| 2021    | 2.   | Pirma lyga | 2.    | [ 28 ] |
| 2022    | 1.   | A lyga     | 10.   | [ 29 ] |
| 2023    | 2.   | Pirma lyga | 16.   | [ 30 ] |

## Präsidenten
- 1999–2000:  Egidijus Sinkevičius (* 1956)
- 20xx–2016:  Aironas Morkūnas
- 2016–2017:  Džeraldas Rocys
- 2017:  Marijus Stankevičius
- 2017:  Rita Bagdonienė
- 2017–2018:  Zenius Kamarūnas
- 2018–20??:  Virginijus Bulotas
- Jetzt:  Vaidas Vaškevičius

## Trainer
- Marius Bezykornovas (2015–2016)
- Robertas Poškus (2016)[31]
- Donatas Vencevičius (2017)[32]
- Mindaugas Čepas  (2017)[33]
- Felipe Ribeiro (2018)[34]
- Darius Gvildys (2018)[35]
- Artūras Ramoška (2018)[36]
- Eisvinas Utyra (2019–2020; 2021–2022)
- Jevhen Lutzenko, (23. April 2022 – Mai 2022).[37][38]
- Rolandas Čepkauskas, 2023

## Trikot
| 2016 „Lietava“ (Heim) | 2017 „Jonava“ (Heim) | 2018 „Jonava“ (Heim) |

## Die zweite Mannschaft
Die zweite Mannschaft ist „Jonava B“, Cheftrainer ist Paulius Vizbaras (* 1980). Das Team spielt in der  II lyga, der dritthöchsten Spielklasse im litauischen Fußball. Das Team wurde 1980 als Neris-Team gegründet. Von 2011 bis 2017 trug es den Namen Fajetonas.